# ワレモコウ
ワレモコウ（吾亦紅、吾木香、我毛香）は、バラ科・ワレモコウ属の多年草。日当たりのよい草原などに生える高さ1メートルほどの草で、秋に枝分かれした先に穂をつけたような赤褐色や暗紅紫色の花をつける。若葉は食用に、根は生薬になる。

## 名称
源氏物語にも見える古い名称である。漢字表記においては吾木香、我毛紅、我毛香、我妹紅など様々に書かれてきたが、「〜もまた」を意味する「亦」を「も」と読み、「吾亦紅」と書くのが現代では一般的である。「吾木香」については、キク科の植物で線香の原料にもなるモッコウ（木香）と似た香りを連想することから、「わが国の木香」という意味だといわれるが、実際にはワレモコウからあまり香りはしない。
名の由来には諸説あり、はっきりしていない。植物学者の前川文夫によれば、木瓜文（もっこうもん）を割ったように見えることからの命名という。一説には、「吾もまた紅なり」とワレモコウ自身が唱えたことが名の由来であるといわれている。このほか、中国の皇帝がこの花の匂いを気に入り、「吾も請う」と言ったことに由来するのではなど、様々な俗説もある。
別名に酸赭、山棗参、黄瓜香、豬人參、血箭草、馬軟棗、山紅棗根などがある。英語ではgreat burnet、garden burnet、中国語では地楡（ティーユー、dìyú）と呼ぶ。

## 分布・生育地
北海道から九州までの日本列島、朝鮮半島、中国大陸、シベリアなどに分布しており、アラスカでは帰化植物として自生している。
山野に自生している。日当たりのよい草地に生える植物で、草地の草刈りが行われるところで見ることができるが、近年の日本では草刈りが行われる草地が少なくなり、しだいにその姿を消している。

## 形態・生態
多年生の草本。地下茎は短く、やや肥大する。高さは60から90センチメートル。茎は直立して上部で分岐し、根出葉は長い葉柄があり、奇数羽状複葉、小葉は5 - 15個で細長い楕円形か卵状楕円形、鈍頭。長楕円形の小葉には細かい鋸歯がある。
花期は晩夏から秋にかけて（7月 - 10月）。茎を伸ばし、細かく分枝したその枝先に円筒状の穂状花序ができ、暗紅紫色の花弁のない可憐な花を密につける。4枚の萼と4個の雄しべがあり、雌しべは小頭状である。山地には、雄しべが長い類似種がある。開花時は萼もピンク色で黒い葯が目立ち、穂（花序）の上部から咲き始め、次第に下に移っていく。ワレモコウの楕円形の花序は、一般的なバラ科植物の花とは似つかない形をしており、小さな花が沢山集まって形作られている。その一つ一つの花は、花弁がない代わりに4枚の萼片が色づいている。虫媒花であり、ハナバチなどの昆虫を呼び寄せて花粉を運ばせている。
密集した穂状花序を持つため、果実も複合果状になる。果実は花と同色の痩果で、萼筒に包まれており、先端に暗紅紫色の4枚の萼片が残っている。
冬になると地上部のみ枯れる。
性質は強健で、土地を選ばずに茂る。繁殖は、秋頃に行う株分けと、春に種子を蒔く実生によって可能である。痩果は長さ2.5mmでやや角張った楕円形をしており、稜がある。

## 利用・人との関わり
根茎を乾燥したものは地楡（ちゆ）という生薬になり、秋に葉が枯れてから掘り上げて水洗いし、茎・細根を取り除いて天日乾燥して調製される。タンニンやサポニン多くを含み、収斂薬や、止血や火傷、湿疹の治療に用いられる。漢方では清肺湯（せいはいとう）、槐角丸（かいかくがん）などに配合されている。
民間療法では、地楡5 - 10グラムを水300 ccで半量になるまで煎じて、3回に分けて服用する用法が知られている。扁桃炎、口内炎に冷ました煎液を使ってうがい薬とする。
ワレモコウ、特に同属別種のオランダワレモコウ（サラダバーネット、学名S. minor Scop.）は若葉を食用とする。
吾亦紅と呼ばれるワレモコウの花の文様がある。また、ワレモコウは秋の季語である。

## 近縁種
- ナガボノシロワレモコウ

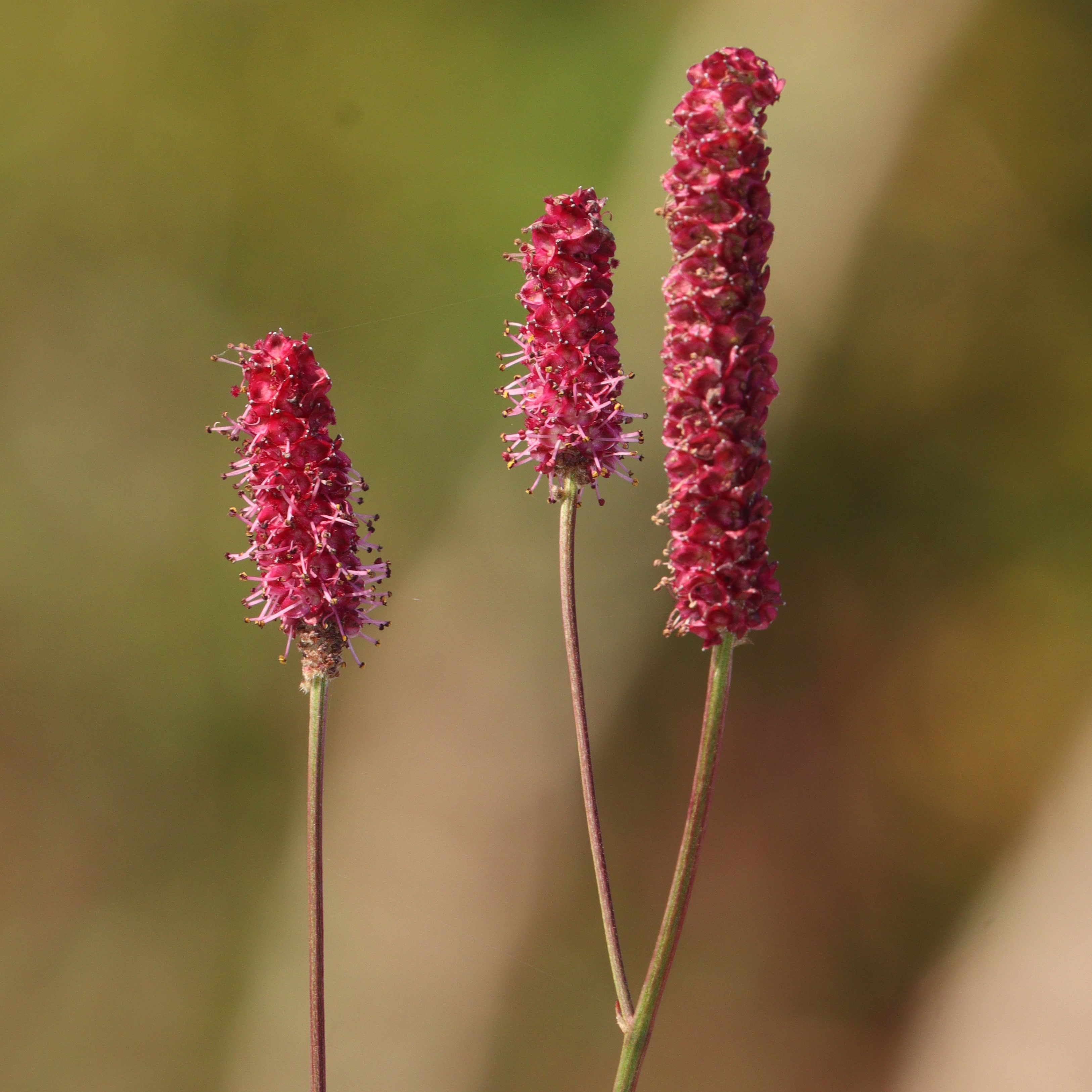
ハッポウワレモコウの花

- ハッポウワレモコウ - 八方吾亦紅、学名：Sanguisorba x takahashihideoi Naruh.[10]、飛騨山脈唐松岳の八方尾根（長野県北安曇郡白馬村）に分布し、本種とカライトソウとの雑種と考えられている[11]。